# Chiesa di Santo Stefano Protomartire (Mediglia)
La chiesa di Santo Stefano Protomartire è la parrocchiale di Triginto, frazione-capoluogo del comune sparso di Mediglia, in città metropolitana e arcidiocesi di Milano; fa parte del decanato di San Donato-Peschiera Borromeo.

## Storia
Nel Liber Notitiae Sanctorum Mediolani, redatto nel XIII secolo da Goffredo da Bussero, si legge che la cappella di Triginto dipendeva dalla pieve di San Giuliano Milanese, come confermato pure dalla Notitia cleri del 1398.
Nel 1534 risulta in corso un restauro alla chiesa, la quale venne interessata da un rinnovamento esattamente un secolo dopo; in base a quanto si desume da un'iscrizione posta su un capitello in facciata i lavori furono portati a termine nel 1682.
Dalla relazione della visita pastorale del 1749 dell'arcivescovo Giuseppe Pozzobonelli si apprende che la parrocchiale di Triginto aveva come filiali gli oratori di San Rocco in Mediglia, dei Santi Vito e Modesto in Robbiano, di San Bernardo in Melegnanello e della Beata Vergine Maria in Bruzzano e che il numero dei fedeli era pari a 912.
La facciata della chiesa fu rimodellata nel 1897; tuttavia, l'anno successivo l'arcivescovo Andrea Carlo Ferrari, durante la sua visita, trovò che l'interno dell'edificio versava in cattive condizioni. In quell'occasione, il presule registrò anche che la parrocchiale, da cui dipendevano gli oratori di San Rocco in Mediglia e dei Santi Vito e Modesto in Robbiano, era sede della confraternita del Santissimo Sacramento e che i fedeli ammontavano a 1574.
Negli anni successivi la chiesa venne interessata da ulteriori restauri e abbellimenti, per poi essere consacrata il 31 ottobre 1915 dal cardinale Andrea Carlo Ferrari.
Nel 1971, in ossequio alle norme postconciliari, l'altare venne spostato in posizione più avanzata, verso l'assemblea, e l'anno seguente, in seguito alla riorganizzazione territoriale dell'arcidiocesi voluta dal cardinale Giovanni Colombo, la parrocchia confluì nel decanato di San Donato Milanese.
Tra il 1985 e il 1986 vennero restaurati i dipinti dell'interno, mentre dieci anni dopo si procedette a restaurare anche la facciata.

## Descrizione

### Esterno
La facciata a capanna della chiesa, che volge a oriente, presenta ai lati due paraste giganti con capitelli corinzi ed è suddivisa da una cornice marcapiano in due registri, entrambi scanditi da lesene; quello inferiore è caratterizzato dal portale d'ingresso, protetto dal protiro, da due nicchie con statue e da specchiature, mentre quello superiore è abbellito da altre due nicchie ospitanti statue e da affresco con soggetto il martirio di Santo Stefano ed è coronato dal timpano triangolare.
Annesso alla parrocchiale è il campanile a base quadrata, sopraelevato nel 1779 e suddiviso in più registri da cornici marcapiano; la cella presenta su ogni lato una monofora a tutto sesto ed è coperta dal tetto a quattro falde.

### Interno
L'interno dell'edificio si compone di un'unica navata, sulla quale si affacciano le cappelle laterali, introdotte da archi a tutto sesto e tra di loro intercomunicanti, e le cui pareti sono scandite da lesene sorreggenti la trabeazione modanata e aggettante sopra la quale si imposta la volta a botte unghiata; al termine dell'aula si sviluppa il presbiterio, rialzato di alcuni gradini e chiuso dalla parete di fondo piatta.
Qui sono conservate diverse opere di pregio, tra le quali una statua con soggetto la Madonna del Rosario, risalente al 1739, e il Crocifisso ligneo, intagliato nel 1674.